# Segura (Baskenland)
Segura ist eine Gemeinde (Municipio) in der Provinz Gipuzkoa im spanischen Baskenland. Sie hat 1.465 Einwohner (Stand: 2024). 

## Geografie
Segura liegt etwa 70 Kilometer ostsüdöstlich von Bilbao und 55 Kilometer südwestlich von der Provinzhauptstadt Donostia-San Sebastián in einer Höhe von ca. 240 m am Oria. 

## Bevölkerungsentwicklung
| 1900 | 1950 | 1970 | 1981 | 1991 | 2001 | 2011 | 2021 |
| ---- | ---- | ---- | ---- | ---- | ---- | ---- | ---- |
| 1278 | 1267 | 1632 | 1417 | 1297 | 1246 | 1488 | 1461 |

## Sehenswürdigkeiten
- Kirche Mariä Himmelfahrt (Iglesia de Nuestra Señora de la Asunción)
- Isabellenkloster
- Rathaus

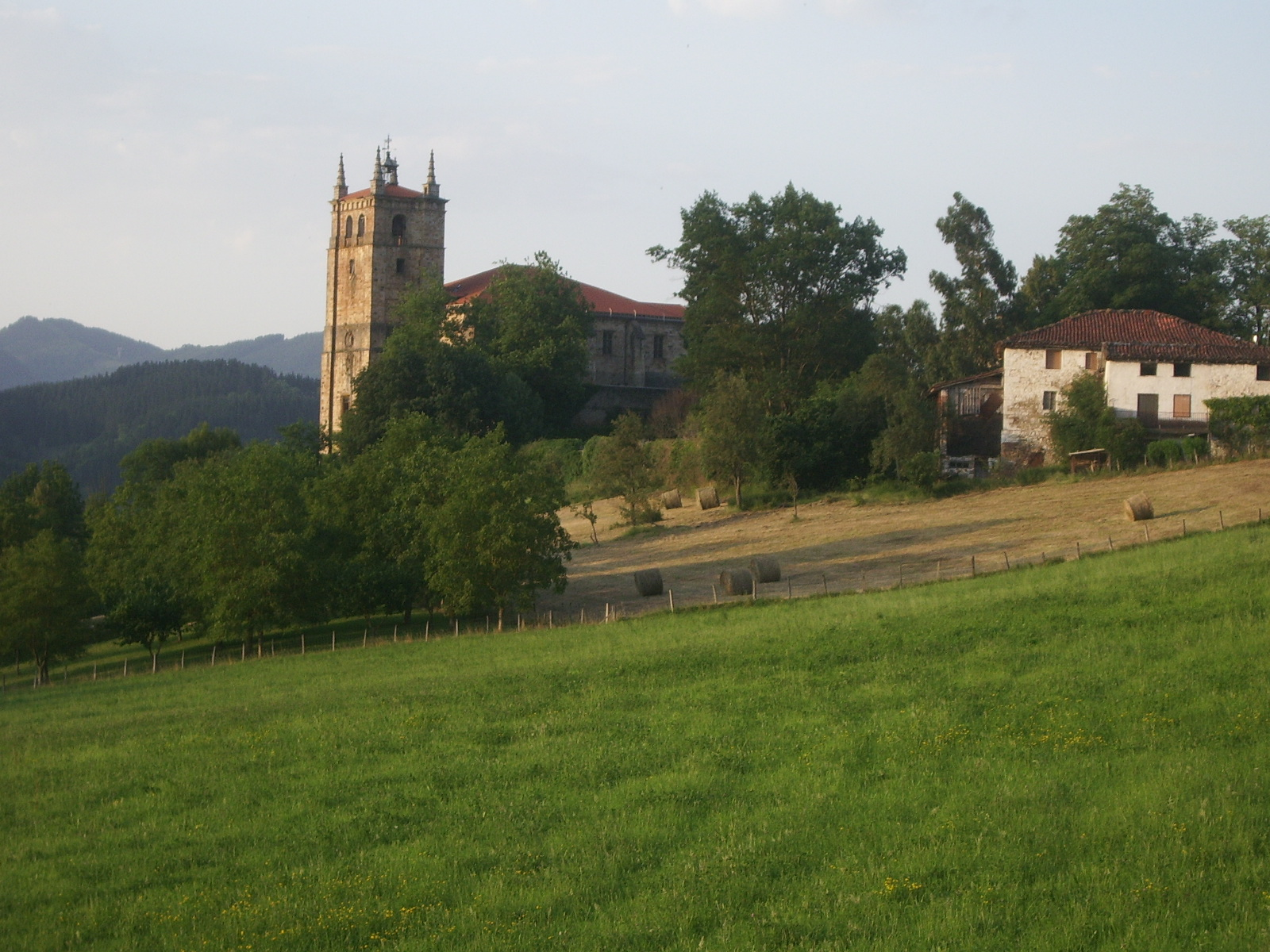
Kirche Mariä Himmelfahrt
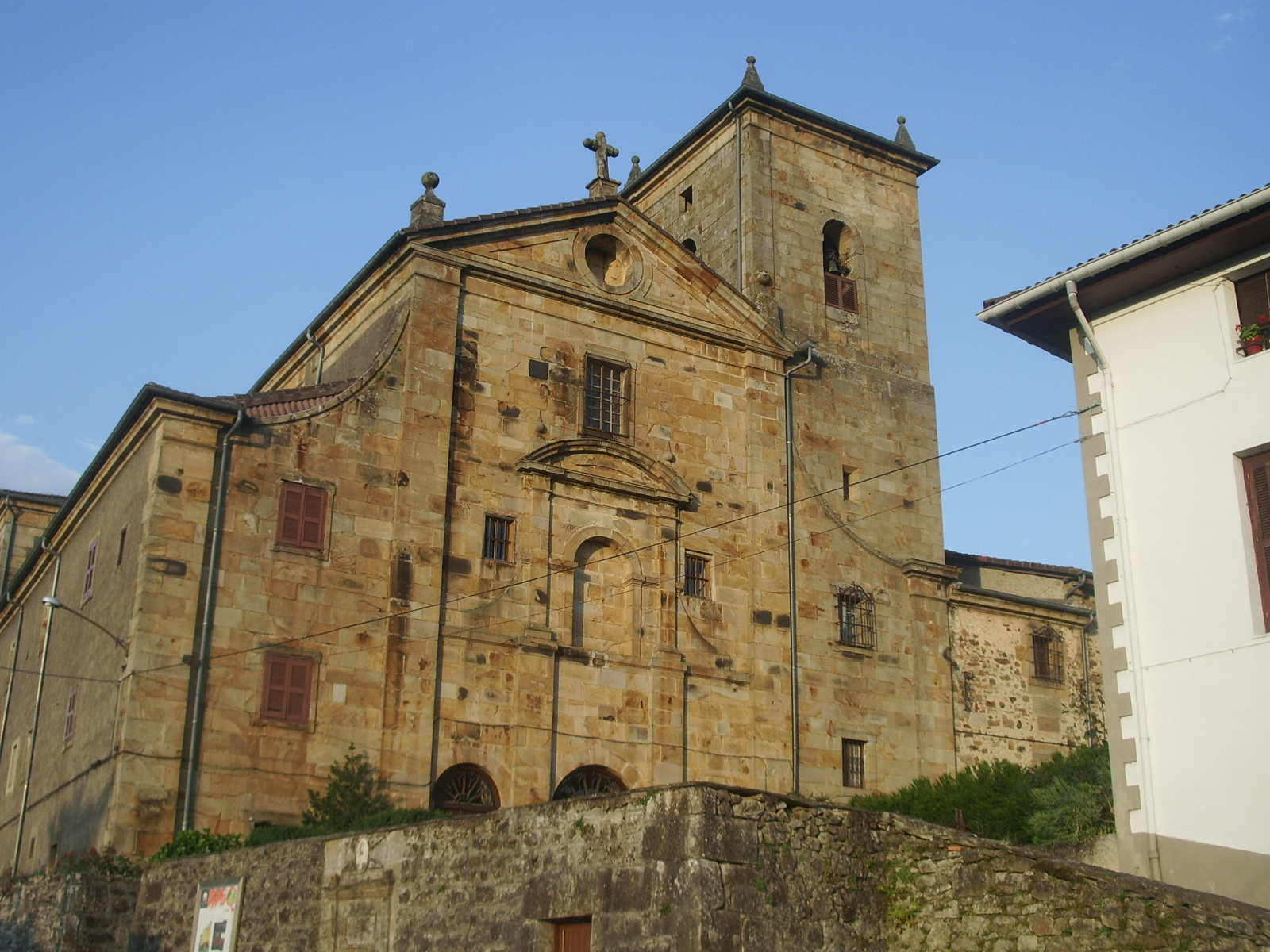
Isabellenkloster
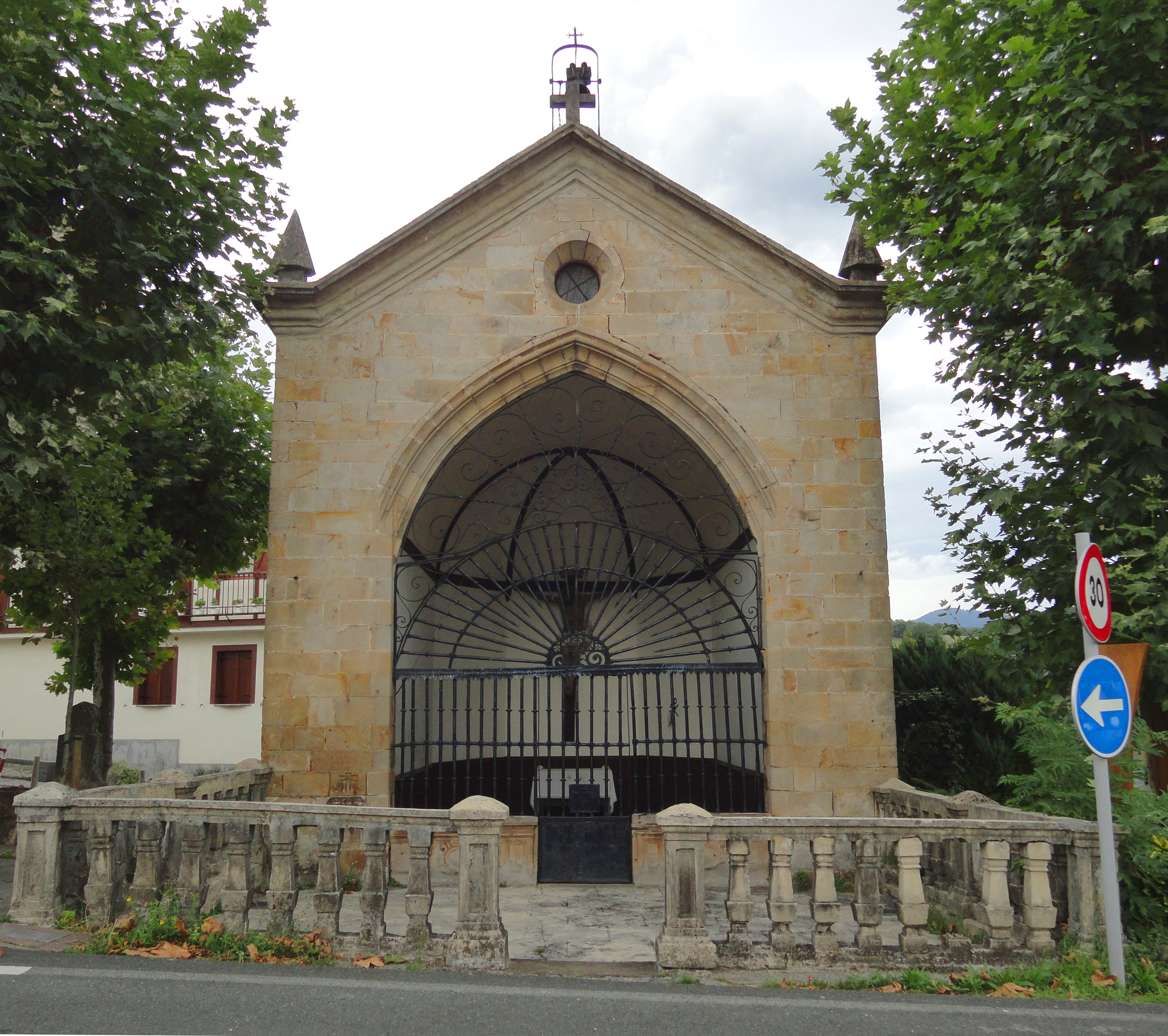
Kreuzkapelle
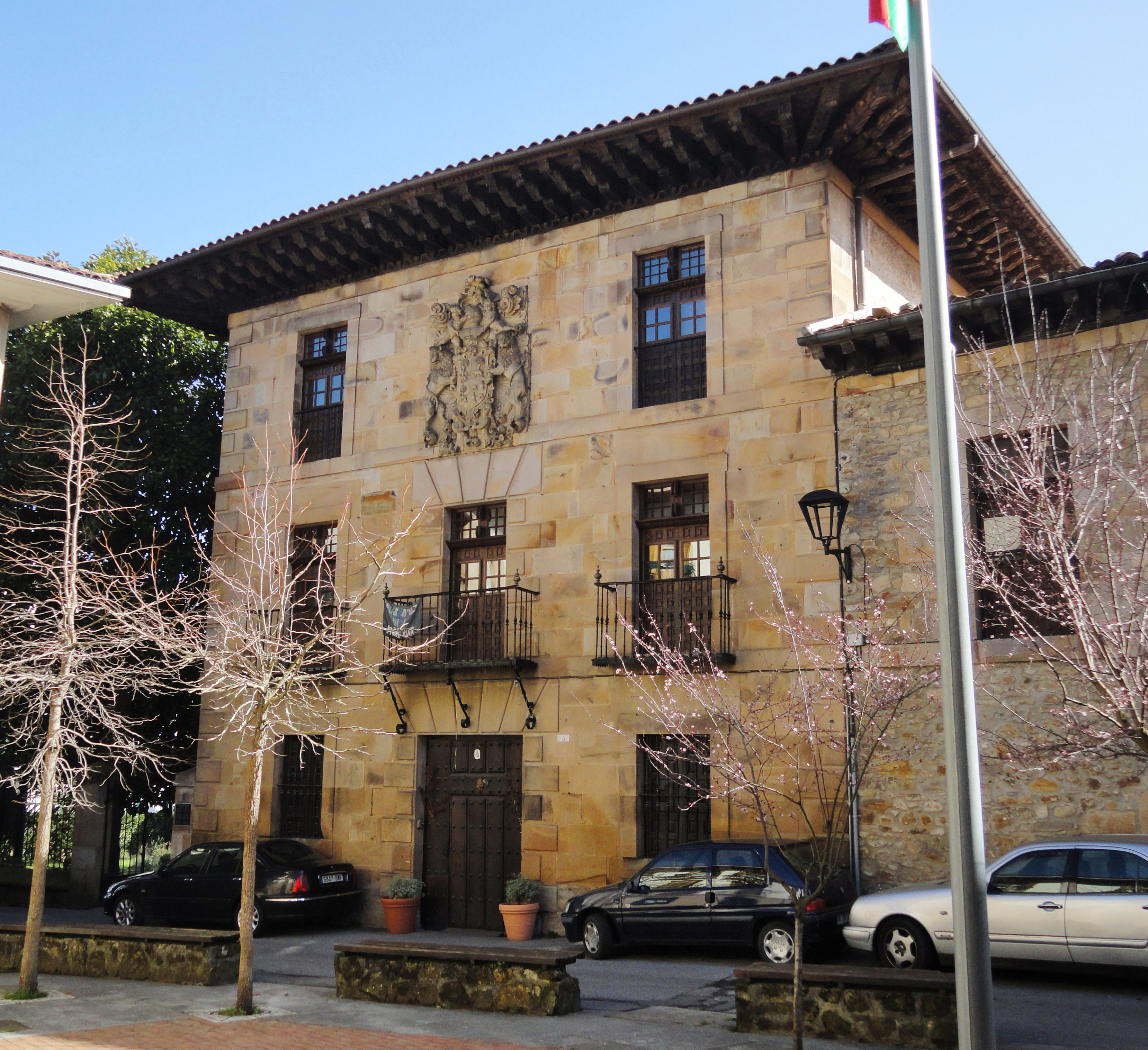
Rathaus

## Persönlichkeiten
- Juan Bautista de Orendáin (1683–1734), Ministerpräsident Spaniens